# 永崇陵
永崇陵是中国南宋光宗赵惇的陵墓，位于浙江省绍兴市东南17公里的皋埠镇牌口村攒宫茶场内，设有上宫、下宫和地宫。墓在元朝被掘毁。